# Estuarij Temze
Estuarij Temze je kraj, kjer se reka Temza sreča z vodami Severnega morja, na jugovzhodu Velike Britanije.

## Meje
Estuarij je mogoče opredeliti glede na različna merila (npr. plimovanje, geografsko, navigacijsko ali glede na slanost). Zaradi tega so bile meje estuarija Temze v različnih obdobjih in za različne namene različno opredeljene.

### Zahodni
Ta meja estuarija je bila opredeljena na dva glavna načina:
- Ozko ustje je močno plimno in je znano kot Tideway. Začne se v jugozahodnem Londonu pri zapornici Teddington Lock and jezu, Teddington/Ham. Ta točka je tudi na sredini med zapornico Richmond, ki med oseko zadrži le nekaj milj vode, ki jo je povzročil človek, in ekstremna novodobna zapora na otoku Thames Ditton na dosegu Kingstona, kjer se plimno močvirje pojavi pri največji visoki plimi v času poplavljenih brežin zaradi padavin. Kar zadeva slanost, se prehod iz sladke vode v estuarij pojavi okoli Battersea;[2] vzhodno od pregrade Temze je voda opazna somornica, kjer so v estuariju ribe, zlasti v suhih poletjih ob poplavni (prihajajoči) plimi.
- Izhodišče Sea Reacha – ožina Kent/Essex – južno od otoka Canvey na severni (essekški) obali. Ta odsek in vse bolj vzhodne cone (mešanica kanalov in plitvin) imajo širino, ki prispeva k velikim, arhetipskim, notranjim, a predvsem potopljenim peščenim nasipom. Te izvirajo iz kombinacije fluvialnega in plimovanja, ki ga povzroča mulj, in odlaganja (mulja).

### Vzhodni
Prehod med estuarijem Temze in Severnim morjem je na različnih namišljenih mejah, vključno z:
- Črta Yantlet med Crow Stone (London Stone) na severni obali pri Chalkwellu, Westcliffe-on-Sea in drugim London Stone ob otoku Grain, na jugu. (To je zaporedoma označevalo mejo rečne jurisdikcije City of London in Thames Conservancy proti morju).
- Črta med Havengore Creekom, Essex (na severu) in Warden Pointom, vzhodni Sheppey, Kent (na jugu), ki se ujema z najbolj vzhodno nevarno točko peščene obale Nore. (To je ob ustanovitvi leta 1908 oblikovalo mejo londonskega pristanišča proti morju).
- Linija med North Forelandom, Margateom in Kentom preko svetilnika Kentish Knock do Harwicha v Essexu. Tu se začnejo peščene brežine tega plitvega morja. Po hidrološkem pregledu 1882–9.[3] (To se ujema z vzhodnim robom sedanje meje proti morju oblasti londonskega pristanišča, kot je opredeljeno leta 1964).[4]

## Plimovanje
Estuarij vzhodno od Tidewaya ima obseg plimovanja 4 metre. Brez vetrov se giblje s hitrostjo 2,6 vozlov (4,8 km/h; 3,0 mph) v spomladanskih dvomesečnih plimih.

## Gospodarstvo

### Dostava
Estuarij je eden največjih od 170 tovrstnih zalivov na obali Velike Britanije. Predstavlja glavno ladijsko pot z več tisoč premiki vsako leto, vključno z velikimi naftnimi tankerji, kontejnerskimi ladjami, ladjami za razsuti tovor (razsutih materialov/tekočin) in trajekti ro-ro. Je dostopna pot za Londonsko pristanišče (vključno z londonskim prehodom, povezanimi Tilburyjem in Purfleetom) in Medway Ports Sheerness, Chatham in Thamesport.
Na tem območju je delovala tradicionalna barža po Temzi, ki je bila zasnovana tako, da je primerna za plitve vode v manjših pristaniščih.

### Vetrne elektrarne
Vetrna elektrarna, zgrajena v 2000-ih, je 8,5 km severno od zaliva Herne Bay v Kentu, na plitvini jugozahodno od Kentish Knocka. Gre za 30 vetrnih turbin, ki običajno proizvedejo 82,4 MW električne energije.
Veliko večji London Array s 630 MW je bil slovesno odprt leta 2013.

## Veliki estuarij Temze
Izraz Veliki estuarij Temze se nanaša na obalo in nižine, ki mejijo na estuarij. Zanje je značilna prisotnost blatnih ravnin, nizko ležečih odprtih plaž in slanih močvirij, in sicer močvirje North Kent in Essex Marshes. Nasipi, ki jih je naredil človek, so podprti z obnovljenimi pašnimi območji v mokriščih, vendar bo zaradi naraščajoče gladine morja morda treba za kratek čas poplaviti del te zemlje ob spomladanskih plimah, da se zmanjša pritisk na obrambo in glavne vodotoke.
V Essexu je veliko manjših estuarijev, vključno z rekami Colne, Blackwater in Crouch. Majhne obalne vasi so odvisne od gospodarstva ribištva, izdelave čolnov in jaht. Otok Sheppey, otok Grain, otok Canvey, otok dveh dreves, otok Havengore, otok New England, otok Rushley, otok Potton, otok Foulness in otok Mersea so del obale.
Kjer višje kopno doseže obalo, je nekaj večjih naselij, kot so Clacton-on-Sea na severu v Essexu, Herne Bay, Kent in območje Southend-on-Sea znotraj ožjega dela estuarija.
Estuarij Temze je osrednji del toponima 21. stoletja, Vrata Temze, ki je označen kot eno glavnih razvojnih območij v južni Angliji.
Poročilo Komisije o rasti estuarija Temze 2050, objavljeno junija 2018, je opredelilo gospodarski potencial regije. Leta 2020 je bil imenovan odbor za rast estuarija Temze, ki ga vodi vladna odposlanka Kate Willard OBE, da sprosti potencial največje priložnosti zelene rasti v Združenem kraljestvu.
Podjetniki in vlagatelji so večji estuarij gledali kot možno mesto za novo letališče in leta 2010 razširili letališče Southend, ki ima med drugim železniško povezavo s postajo Liverpool Street v Londonu.

## Slanost
Temza, ki teče skozi London, je arhetipsko, dobro razvito gospodarsko urbano, zgornje rečno ustje z odlaganjem usedlin, ki je omejeno z umetnimi nasipi in občasnim poglabljanjem delov. To je večinoma sladkovodna reka, približno tako vzhodno kot Battersea, saj je povprečna slanost zelo nizka in ribjo favno sestavljajo pretežno sladkovodne vrste, kot so rdečeoka (Rutilus), klenič, krapi, ostriži in ščuke. Med Batterseajem in Gravesendom postane somornica, raznolikost sladkovodnih rib pa je manjša, predvsem rdečeoka in klenič. Nato prevladujejo evrihalne vrste, kot so iverka, brancin, ciplji in snetci. Dalje proti vzhodu se slanost poveča in razmere postanejo povsem morske, ribja favna pa je podobna favni sosednjega Severnega morja, spekter evrihalinskih in stenohalinskih vrst. Podoben vzorec območij velja za vodne rastline in nevretenčarje.

## Kulturne reference
Joseph Conrad je živel v Stanford-le-Hope blizu močvirja Essex. Njegovo Ogledalo morja (1906) vsebuje nepozaben opis območja, kot ga vidimo s Temze. To območje omenja na prvih straneh svojega romana Srce teme in ga opisuje kot izstrelišče velikih angleških raziskovalnih in kolonizacijskih ladij ter v starih časih kot mesto kolonizacije Britanskega otočja s strani Rimskega cesarstva.

### Naglas
Oblika govora mnogih ljudi na tem območju, predvsem naglas tistih iz Kenta in Essexa, je pogosto znan kot estuaijska angleščina. To je izraz za blažjo različico 'londonskega naglasa'. Razširjenost estuarijske angleščine sega več sto milj izven Londona in vsa sosednja matična okrožja okoli Londona imajo prebivalce, ki so se preselili iz Londona in s seboj prinesli svojo različico londonskih naglasov, kar vodi do motenj z ustaljenimi lokalnimi naglasi. Izrazu London Accent se na splošno izogibamo, saj ima lahko več pomenov. Oblike estuarijske angleščine, kot hibrid med prejeto izgovorjavo in različnimi londonskimi naglasi, je mogoče slišati v vseh novih mestih, vseh obalnih letoviščih ter v večjih mestih in krajih ob ustju Temze.

## Kanali
Za komercialni ladijski promet, ki zaokroži peščeni breg Nore in s tem dostop do širšega Londona, so bile glavne globokomorske poti kanal Princes-Queens in južni kanal na jugu, v manjši meri kanal Kings in Swin na severu. Prehod Swin so uporabljale barže in plovila za prosti čas iz Essexovih rek ter drugi iz severovzhoda. Ti kanali so bili sestavljeni iz naravnih korit; Yantlet Channel (Sea Reach), Oaze Deep, Knock John Channel, Black Deep/Black Deep Channel, ki so bili dobro označeni. Ti so ločeni s počasi premikajočimi se peščenimi nasipi z imeni, kot so East in West Barrows, Nob, Knock, Kentish Knock, John, the Sunk, Girdler in Long Sand/Long Sands.
Barže s plitvim dnom in obalna plovila bi ob poplavni plimi pluli po zavojih in prečkali peščene bregove na plitvinah, kjer je bila voda najmanj plitva in ravno dovolj globoka na tej točki plime. Če bi zamudili trenutek, bi se dvignili (zasidrali) in čakali na naslednjo plimo.
Pričakuje se, da plovila za rekreacijo uporabljajo kanale, ki najbolj ustrezajo velikosti njihovega plovila. Njihov glavni vodnik pravi, da uporabite pri navigaciji do ali iz:
- sever: Middle Deep, Swin, Warp in Barrow Deep
- jug/skrajni vzhod: Horse and Gore in Four Fathom Channels

Za prečkanje jugovzhodne četrtine estuarija velika plovila uporabljajo Fisherman's Gat, mala plovila pa naj bi uporabljala Foulger's Gat.